# Ángeles y demonios (novela)
Ángeles y demonios es una novela de intriga y suspenso, escrita por Dan Brown y publicada en 2000. El profesor de simbología religiosa Robert Langdon (quien después protagonizaría El Código Da Vinci, El símbolo perdido, Inferno y Origen), se ve pronto sumido en la búsqueda de secretos de una antigua secta denominada Illuminati y por la búsqueda del arma más mortífera de la humanidad (antimateria) que estos han puesto en la Ciudad del Vaticano con el fin de destruir la Iglesia católica. Con unas pocas horas para evitar el desastre, unos misteriosos ambigramas y con un asesino que siempre lleva la delantera, Langdon y una científica italiana se ponen en una carrera contrarreloj. La novela fue llevada a la gran pantalla en mayo de 2009.

## Sinopsis
El profesor de simbología Robert Langdon recibe una misteriosa llamada a las tantas de la madrugada y se ve envuelto en una persecución en la que tratará de evitar la destrucción de la Ciudad del Vaticano. Acompañado de la científica Vittoria Vetra, ambos deberán encontrar la guarida de los Illuminati para detener a un hombre cuyo propósito es hacer explotar la antimateria y destruir el altar principal de la Iglesia junto a todas las personas que estén a su alrededor.

## Miscelánea

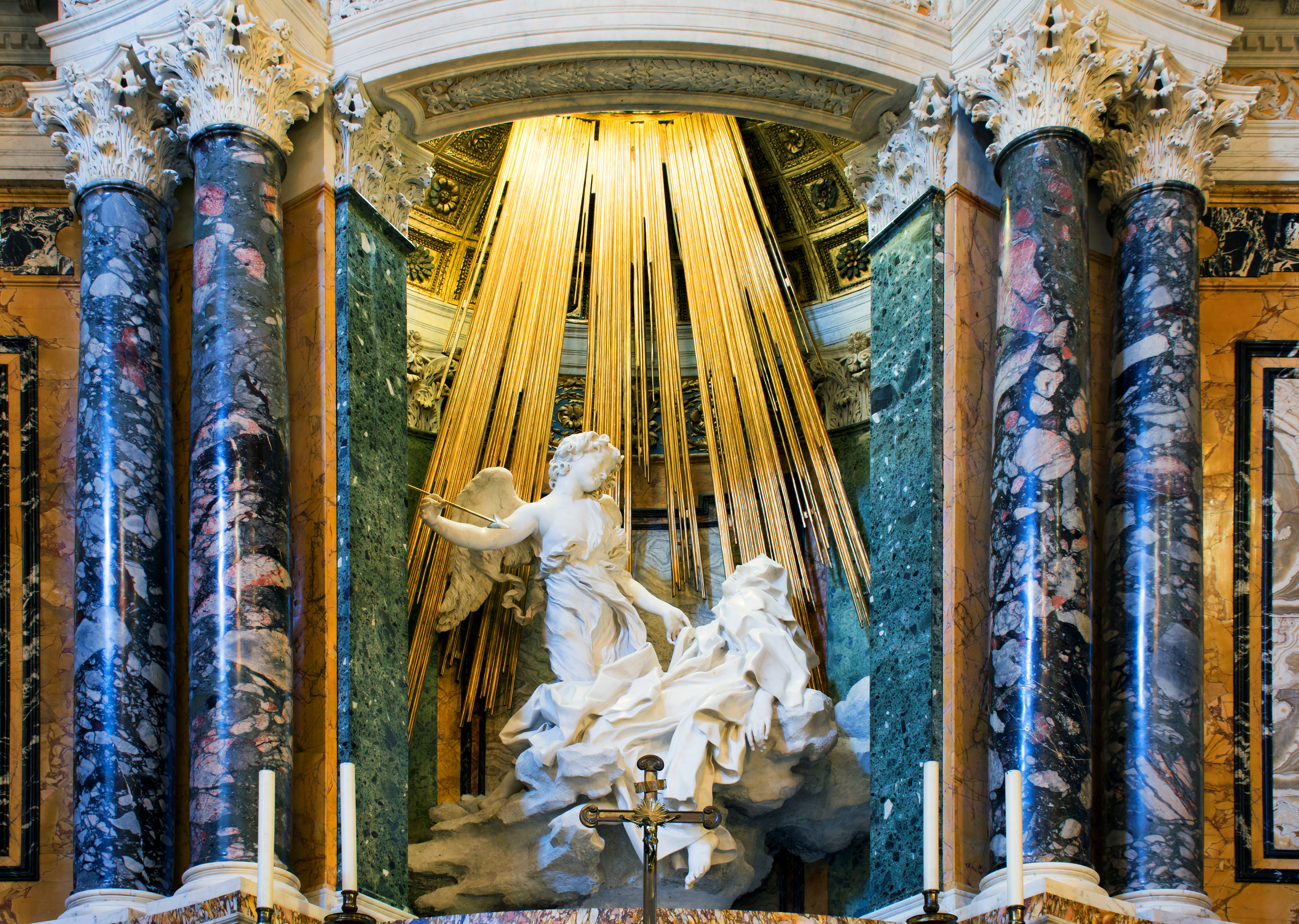
Éxtasis de Santa Teresa.

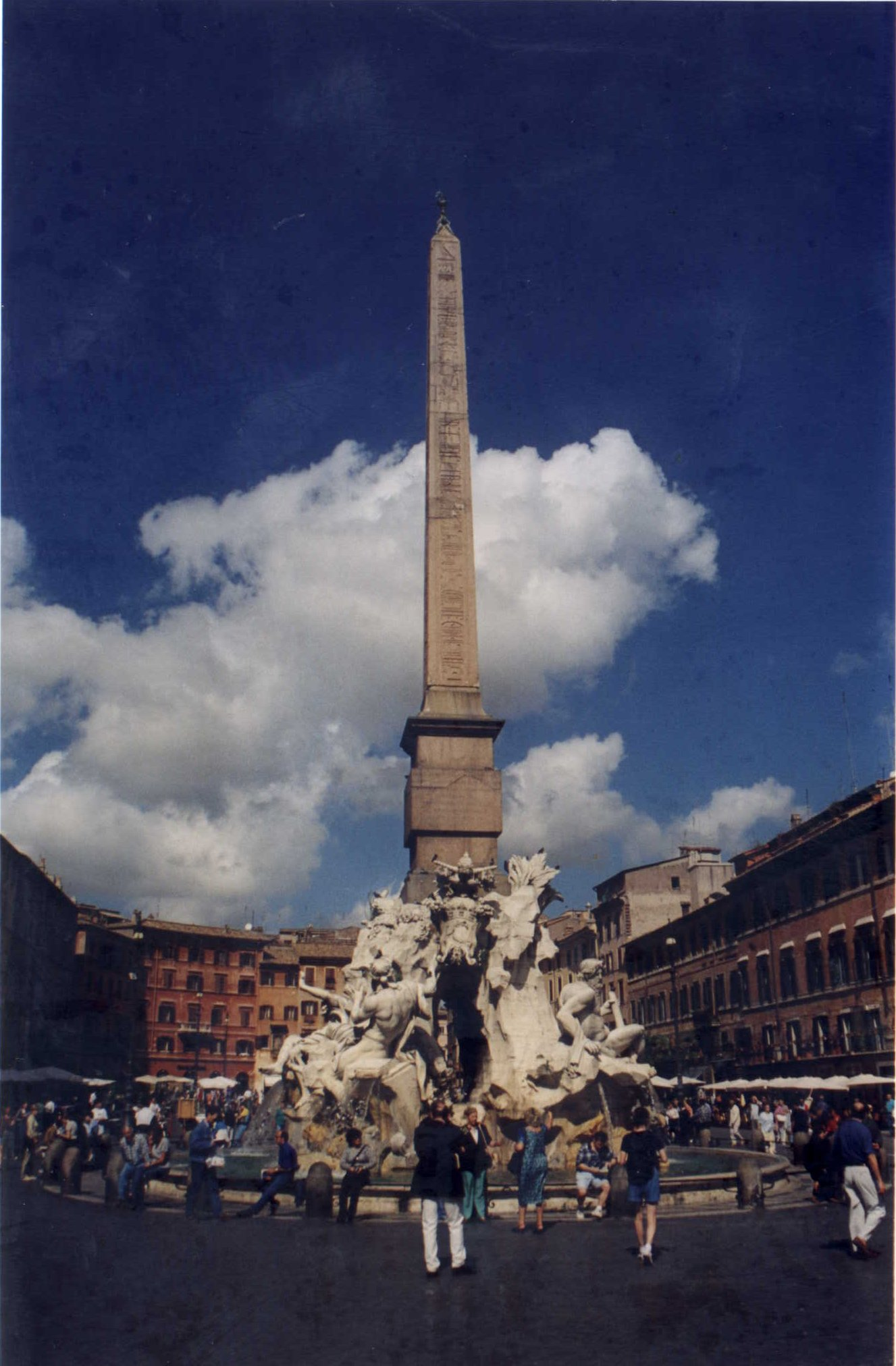
Fuente de los Cuatro Ríos.

La novela fábula sobre los Altares de la ciencia, en Roma. Cuatro lugares que representan los cuatro elementos clásicos y que forman el conocido como Sendero de la iluminación, donde al final de este, se encuentra el escondite de los Illuminati. Según la novela, los altares fueron escondidos como arte religioso para pasar desapercibidos ante la censuradora Iglesia y fueron esculpidos por Bernini: Habbakuk y el ángel, en la capilla Chigui de Santa María del Popolo, representa a la tierra; el West Ponente, en la plaza de San Pedro, representa al aire; el Extásis de Santa Teresa, en la capilla Cornaro de Santa María della Vittoria, representa el fuego y la Fuente de los Cuatro Ríos, en la Piazza Navona, representa al agua.

## Errores y consideraciones
- La primera edición del libro tiene numerosos errores de ubicación y uso del italiano. Fueron parcialmente corregidos en ediciones siguientes.

- La descripción de la antimateria, su contenedor y como se mantiene en flotación no respeta las leyes físicas presentes.

- Para producir un cuarto de gramo de antimateria, al ritmo actual del CERN, se tardarían unos 500 millones de años. Además, el CERN tampoco podría almacenarlas. Por otra parte, según un cálculo de científicos de la NASA, producirlo costaría unos 150 trillones de dólares. Es decir, más de 150 millones de veces el PIB de Estados Unidos.

- Se dice que la palabra satanás proviene del árabe shaitan y que la Iglesia Católica la utilizó porque consideró al árabe un idioma sucio. En realidad, la palabra proviene del arameo שטנא (shatán) y aparece en el Antiguo Testamento desde mucho tiempo antes del establecimiento de la Iglesia Católica.

- Cuando Langdon está en el Panteón recordando una clase en la universidad dice que la comunión proviene de los aztecas y que el sacrificio de Jesús para redimir los pecados del pueblo proviene de Quetzalcóatl. En realidad, el contacto de los europeos con las civilizaciones mesoamericanas no se da formalmente hasta principios del siglo XVI.
  - Es probable que solo estuviera comparando las similitudes en las historias.

- En el libro se afirma que es requisito no escrito para que un cardenal sea elegible Papa el que hable italiano, español e inglés. Sin embargo, no existe tal requisito. Aunque podría referirse a que sin estos lenguajes le sería casi imposible trabajar a un Papa.

- En el libro, un simple sacerdote actúa como Camarlengo, mientras que las normas vaticanas establecen que este oficio tan importante sea desempeñado por un cardenal;[1] no es verosímil que un sacerdote ejerza tanto poder en un organismo donde trabajan obispos y cardenales.

## Personajes

### Robert Langdon
Profesor de simbología religiosa en la Universidad de Harvard.

...espeso cabello castaño vetado de gris, ojos azules penetrantes, voz profunda y cautivadora y la sonrisa alegre y espontánea de un deportista universitario .
Dan Brown,  Ángeles y Demonios

### Vittoria Vetra
Flexible y graciosa, era alta, de piel color castaño y pelo negro largo, que revolvía la ventolera causada por las palas de las hélices. Tenía un rostro típicamente italiano, no de una belleza avasalladora, pero sí de facciones terrenales que, incluso desde doce metros de distancia, parecían proyectar una sensualidad a flor de piel.
Dan Brown,  Ángeles y Demonios

### Maximilian Kohler
Físico de partículas discontinuas. Conocido como Der König.

Aparentaba unos sesenta años. Enjuto y calvo, de mandíbula firme...Incluso desde lejos, sus ojos parecían carentes de vida, como dos piedras grises.
Dan Brown,  Ángeles y Demonios

## Contraportada
El arma más poderosa creada por el hombre, una organización secreta sedienta de venganza... y apenas unas horas para evitar el desastre. La eterna pugna entre ciencia y religión se ha convertido en una guerra muy real.

En un laboratorio de máxima seguridad, aparece asesinado un científico con un extraño símbolo grabado a fuego en su pecho. Para el profesor Robert Langdon no hay duda: los Illuminati, los hombres enfrentados a la Iglesia desde los tiempos de Galileo, han regresado. Y esta vez disponen de la más mortífera arma que ha creado la humanidad, un artefacto con el que pueden ganar la batalla final contra su eterno enemigo. Acompañado de una joven científica y un audaz capitán de la Guardia Suiza, Langdon comienza una carrera contra reloj, en una búsqueda desesperada por los rincones más secretos del Vaticano. Necesitará todo su conocimiento para descifrar las claves ocultas que los Illuminati han dejado a través de los siglos en manuscritos y templos, y todo su coraje para vencer al despiadado asesino que siempre parece llevarle la delantera.
Dan Brown,  Ángeles y Demonios

## Adaptación cinematográfica
Ángeles y demonios es una película de suspense y misterio estadounidense de 2009 dirigida por Ron Howard, escrita por David Koepp y Akiva Goldsman, basada en la novela de Dan Brown. El actor Tom Hanks volvió a meterse a realizar su papel como el profesor Robert Langdon. La película tuvo críticas por parte de la prensa especializada y logró una recaudación de casi 485 millones de dólares.